# 石萬友
石萬友（?—?），后晋宗室，石昱第二子，大哥石绍雍是后晋高祖石敬瑭的父亲。
石氏世代在军中，石萬友、石萬銓职卑无名。天福六年（941年）正月廿六丙戌，石敬瑭加赠石万友为检校司徒、太师。后自金紫光禄大夫、检校司徒兼御史大夫、上柱国赠太师。晋出帝石重贵天福八年（943年）五月丁亥，石重贵追封石萬友秦王。其子石敬暉，石敬暉子石曦。